# Denis Terentyev
Bản mẫu:Eastern Slavic name
Denis Sergeyevich Terentyev (tiếng Nga: Дени́с Серге́евич Тере́нтьев, sinh ngày 13 tháng 8 năm 1992) là một cầu thủ bóng đá người Nga. Anh chơi ở vị trí hậu vệ phải cho F.K. Zenit Sankt Peterburg.

## Sự nghiệp câu lạc bộ
Anh ra mắt tại Giải bóng đá ngoại hạng Nga cho F.K. Zenit Sankt Peterburg vào ngày 13 tháng 5 năm 2012 trong trận đấu với F.K. Anzhi Makhachkala.
Ngày 5 tháng 6 năm 2017, anh trở lại từ F.K. Rostov đến F.K. Zenit Sankt Peterburg, ký hợp đồng 3 năm.

### Thống kê sự nghiệp
Tính đến 13 tháng 5 năm 2018
| Câu lạc bộ                   | Mùa giải             | Giải vô địch                | Giải vô địch | Giải vô địch | Cúp     | Cúp       | Châu lục | Châu lục  | Khác    | Khác      | Tổng cộng | Tổng cộng |
| Câu lạc bộ                   | Mùa giải             | Hạng đấu                    | Số trận      | Bàn thắng    | Số trận | Bàn thắng | Số trận  | Bàn thắng | Số trận | Bàn thắng | Số trận   | Bàn thắng |
| ---------------------------- | -------------------- | --------------------------- | ------------ | ------------ | ------- | --------- | -------- | --------- | ------- | --------- | --------- | --------- |
| F.K. Zenit Sankt Peterburg   | 2010                 | Giải bóng đá ngoại hạng Nga | 0            | 0            | 0       | 0         | 0        | 0         | –       | –         | 0         | 0         |
| F.K. Zenit Sankt Peterburg   | 2011–12              | Giải bóng đá ngoại hạng Nga | 1            | 0            | 0       | 0         | 0        | 0         | –       | –         | 1         | 0         |
| F.K. Zenit Sankt Peterburg   | 2012–13              | Giải bóng đá ngoại hạng Nga | 0            | 0            | 0       | 0         | –        | –         | –       | –         | 0         | 0         |
| F.K. Tom Tomsk               | 2012–13              | FNL                         | 15           | 1            | 0       | 0         | –        | –         | –       | –         | 15        | 1         |
| F.K. Tom Tomsk               | 2013–14              | Giải bóng đá ngoại hạng Nga | 1            | 0            | 1       | 0         | –        | –         | 1       | 0         | 3         | 0         |
| F.K. Zenit Sankt Peterburg   | 2014–15              | Giải bóng đá ngoại hạng Nga | 0            | 0            | 0       | 0         | 0        | 0         | –       | –         | 0         | 0         |
| F.K. Zenit-2 Sankt Peterburg | 2014–15              | PFL                         | 17           | 3            | –       | –         | –        | –         | –       | –         | 17        | 3         |
| F.K. Tom Tomsk               | 2014–15              | FNL                         | 9            | 1            | –       | –         | –        | –         | 2       | 0         | 11        | 1         |
| F.K. Tom Tomsk               | Tổng cộng (2 spells) | Tổng cộng (2 spells)        | 25           | 2            | 2       | 0         | 0        | 0         | 2       | 0         | 29        | 2         |
| F.K. Rostov                  | 2015–16              | Giải bóng đá ngoại hạng Nga | 14           | 0            | 0       | 0         | –        | –         | –       | –         | 14        | 0         |
| F.K. Rostov                  | 2016–17              | Giải bóng đá ngoại hạng Nga | 24           | 0            | 0       | 0         | 12       | 0         | –       | –         | 36        | 0         |
| F.K. Rostov                  | Tổng cộng            | Tổng cộng                   | 38           | 0            | 0       | 0         | 12       | 0         | 0       | 0         | 50        | 0         |
| F.K. Zenit Sankt Peterburg   | 2017–18              | Giải bóng đá ngoại hạng Nga | 4            | 0            | 1       | 0         | 3        | 0         | –       | –         | 8         | 0         |
| F.K. Zenit Sankt Peterburg   | Tổng cộng (3 spells) | Tổng cộng (3 spells)        | 5            | 0            | 1       | 0         | 3        | 0         | 0       | 0         | 9         | 0         |
| Tổng cộng sự nghiệp          | Tổng cộng sự nghiệp  | Tổng cộng sự nghiệp         | 85           | 5            | 2       | 0         | 15       | 0         | 3       | 0         | 105       | 5         |